# Weede
Weede là một đô thị ở huyện Segeberg, bang Schleswig-Holstein, Đức. Đô thị Weede có diện tích 16,41 km², dân số thời điểm ngày 31 tháng 12 năm 2006 là 1027 người.